# Equazione di secondo grado
In matematica, un'equazione di secondo grado o quadratica ad un'incognita {\displaystyle x} è un'equazione algebrica in cui il grado massimo con cui compare l'incognita è 2, ed è sempre riconducibile alla forma:
{\displaystyle ax^{2}+bx+c=0\qquad {\mbox{(con }}a\neq 0{\mbox{)}}},
dove {\displaystyle a,b,c} sono numeri reali o complessi.
Per il teorema fondamentale dell'algebra, le soluzioni (dette anche radici o zeri dell'equazione) delle equazioni di secondo grado nel campo complesso sono sempre due, se contate con la loro molteplicità. Nel campo reale invece le equazioni quadratiche possono ammettere due soluzioni, una soluzione doppia, oppure nessuna soluzione.
Sono poi particolarmente semplici da risolvere le cosiddette equazioni incomplete, dove alcuni coefficienti sono uguali a zero.
Il grafico della funzione
{\displaystyle f(x)=ax^{2}+bx+c}
nel piano cartesiano è una parabola, la cui concavità dipende dal segno di {\displaystyle a}. Più precisamente: se {\displaystyle a>0} la parabola ha la concavità rivolta verso l'alto, se {\displaystyle a<0} la parabola ha la concavità rivolta verso il basso.

## Storia
Gli antichi babilonesi lasciarono nelle tavolette di argilla le prime testimonianze della scoperta delle equazioni quadratiche e trovarono le prime tecniche per risolverle. In Mesopotamia spesso le equazioni erano introdotte da problemi di tipo geometrico: ad esempio si chiede di trovare il lato di un quadrato sapendo che l'area meno un lato è uguale a 870; problema che corrisponde alla nostra equazione {\displaystyle x^{2}-x=870} (ridotta in forma normale come {\displaystyle x^{2}-x-870=0}). I Babilonesi non accettavano però le soluzioni negative e nulle delle equazioni e, non accettando il fatto che i coefficienti potessero assumere valori sia positivi che negativi, non veniva riconosciuta nemmeno una forma normale unica, ma erano distinti tre casi con coefficienti positivi:
- {\displaystyle x^{2}+bx=c}
- {\displaystyle x^{2}+c=bx}
- {\displaystyle x^{2}=bx+c}

Espresse nella forma moderna la prima ha il termine noto negativo, la seconda il coefficiente di primo grado negativo, e la terza entrambi i coefficienti minori di zero. L'equazione con tutti i termini positivi non era nemmeno presa in considerazione in quanto ammette solo soluzioni negative.
Nella forma normale babilonese il coefficiente di secondo grado è unitario ma non arrivavano a tale forma, come successivamente gli arabi dividendo tutti i membri per {\displaystyle a}. Data, per esempio, l'equazione {\displaystyle ax^{2}+bx=c}, entrambi i membri venivano infatti moltiplicati per {\displaystyle a}: {\displaystyle a^{2}x^{2}+bax=ac} e poi veniva effettuata la sostituzione {\displaystyle y=ax} in modo da ottenere un'equazione in forma normale nella variabile {\displaystyle y}; {\displaystyle y^{2}+by=ac}. Questo procedimento testimonia l'elevato grado di flessibilità raggiunto dall'algebra babilonese.
La soluzione era data tramite formule che ricordano molto quelle odierne. Per esempio la formula risolutiva per il primo caso era, espressa in notazione moderna, la seguente:
{\displaystyle x={\sqrt {{\frac {b^{2}}{4}}+c}}-{\frac {b}{2}},}
che può essere ridotta tramite semplici passaggi algebrici alla formula risolutiva moderna per questo caso:
{\displaystyle x={\frac {-b+{\sqrt {b^{2}+4c}}}{2}}}.
Il matematico indiano Baudhāyana, che scrisse un Shulba Sutra nell'antica India all'incirca nell'VIII secolo a.C., usò per primo equazioni quadratiche della forma {\displaystyle ax^{2}=c} e {\displaystyle ax^{2}+bx=c}, indicando i metodi per risolverle.
I matematici babilonesi (intorno al 400 a.C.) e cinesi utilizzarono il metodo del completamento del quadrato per risolvere varie equazioni quadratiche con radici positive, ma non ottennero una formula generale.
Euclide descrisse un metodo geometrico più astratto intorno al 300 a.C.; Diofanto di Alessandria si occupò della soluzione delle equazioni di secondo grado, tuttavia il suo lavoro non ebbe conseguenze significative poiché la matematica greca era in una fase di declino. Il manoscritto di Bakhshali, scritto in India fra il 200 a.C. e il 400 d.C., introdusse la formula risolutiva delle equazioni quadratiche.
Il primo matematico noto ad aver usato la formula algebrica generale, consentendo sia le soluzioni positive che quelle negative, fu Brahmagupta (India, VII secolo).
Al-Khwarizmi (BagdĀd, IX secolo d.C) sviluppò indipendentemente un insieme di formule che funzionava per le soluzioni positive. Nell'al-Jabr, al-Khwarizmi distingue 5 tipi di equazione: i tre già noti ai babilonesi e in più l'equazione pura {\displaystyle x^{2}=c} e quella spuria {\displaystyle x^{2}=bx}. Anche qui si pone il coefficiente di secondo grado uguale a {\displaystyle 1}, ma ci si arriva tramite divisione. Le soluzioni negative non sono, nemmeno stavolta, accettate.
Il metodo usato da al-Khwarizmi è quello del completamento del quadrato. L'equazione {\displaystyle x^{2}+8x=33}, per esempio, sarebbe stata risolta aggiungendo {\displaystyle 16} a entrambi i termini in modo da "completare" il quadrato al primo membro: {\displaystyle x^{2}+8x+16=49} ossia {\displaystyle (x+4)^{2}=49}. Da questa si otteneva {\displaystyle x+4=7} e si trovava così la soluzione positiva {\displaystyle x=3}.
Il matematico arabo proponeva anche una trasposizione grafica. Supponiamo di dover risolvere la stessa equazione {\displaystyle x^{2}+8x=33}. Il metodo usato dal persiano in questo caso avrebbe potuto essere simile al seguente: si tracci un quadrato che supponiamo avere lato {\displaystyle x} (quello blu in figura). Vi si affianchino due rettangoli di dimensioni {\displaystyle x} e {\displaystyle 4} ossia {\displaystyle {\frac {b}{2}}} (quelli verdi in figura). L'area della figura verde e blu è {\displaystyle x^{2}+8x}. Poniamo ora che quest'area sia uguale a {\displaystyle 33}. Aggiungiamo ora il quadratino rosso di lato {\displaystyle 4}, in modo da "completare" il quadrato grande. L'area totale sarà quindi {\displaystyle 33+16=49} e il lato del quadrato grande è dunque 7. Poiché il lato grande è dato dal lato del quadrato blu (cioè {\displaystyle x}) sommato al lato del rettangolo verde (cioè 4); {\displaystyle x=7-4=3}.
Al-Khwaritzmi pone per la prima volta l'accento sul segno del discriminante, che deve essere positivo perché l'equazione sia risolubile.
La priorità della scoperta della formula generale per risolvere un'equazione quadratica è stata attribuita a Sridhara (870-930 circa), sebbene ai suoi tempi vi sia stata una disputa. La regola (come riportata da Bhaskara II) è:
Abraham bar Hiyya Ha-Nasi (conosciuto anche con il nome latino Savasorda) fu il primo a introdurre in Europa la soluzione completa con il suo Liber embadorum.
Nell'epoca moderna in Europa si iniziò ad accettare le soluzioni negative e, successivamente, quelle complesse e a porre l'equazione in un'unica forma normale.
Viète introdusse per primo delle lettere per esprimere i coefficienti delle equazioni, ipotizzando per primo che potessero assumere anche valori negativi. Scoprì poi le formule che portano il suo nome e che mettono in relazione i coefficienti dell'equazione con le radici. In particolare per l'equazione di secondo grado si afferma che se il coefficiente di secondo grado {\displaystyle a} è 1, allora il prodotto delle radici dà il termine noto e l'opposto della loro somma il coefficiente di primo grado.
Cartesio introdusse nel XVII secolo la regola dei segni, secondo la quale un'equazione di secondo grado ha tante soluzioni positive quanti sono i cambi di segno fra due coefficienti consecutivi. L'equazione {\displaystyle x^{2}+8x-33=0}, ad  esempio, presentando una permanenza di segno (tra il primo ed il secondo coefficiente) ed una variazione di segno (tra il secondo ed il terzo coefficiente) ammette una soluzione negativa ed una positiva, invece l'equazione {\displaystyle x^{2}-8x+33=0} , presentando due cambi di segno tra i coefficienti consecutivi, ammette due radici positive.

## Equazioni quadratiche incomplete

### Equazione spuria
Si dice spuria un'equazione quadratica che manca del termine noto, ossia avente la forma:
{\displaystyle ax^{2}+bx=0.}
Un'equazione di questo tipo si risolve facilmente tramite il raccoglimento a fattor comune:
{\displaystyle x(ax+b)=0.}
Per la legge di annullamento del prodotto quest'equazione è equivalente alle due:
{\displaystyle x_{1}=0\quad {\mbox{e}}\quad ax_{2}+b=0.}
e in definitiva le sue soluzioni sono:
{\displaystyle x_{1}=0\quad {\mbox{e}}\quad x_{2}=-{\frac {b}{a}}.}
Se i coefficienti dell'equazione spuria sono numeri reali, è caratteristica di questa equazione l'avere sempre due soluzioni reali distinte di cui una nulla.

### Equazione pura
Si dice equazione quadratica pura un'equazione polinomiale di secondo grado mancante del termine di primo grado:
{\displaystyle ax^{2}+c=0.}
Portando {\displaystyle c} al secondo membro e dividendo per {\displaystyle a} si ottiene:
{\displaystyle x^{2}=-{\frac {c}{a}}.}
Se {\displaystyle -{\tfrac {c}{a}}<0}, l'equazione non ammette soluzioni nel campo reale, in quanto non esistono numeri reali che siano radici quadrate di un numero negativo (per esempio {\displaystyle {\sqrt {-4}}}), bensì esistono due soluzioni nel campo dei numeri complessi.
Se {\displaystyle -{\tfrac {c}{a}}>0}, l'equazione è risolta da:
{\displaystyle x_{1,2}=\pm {\sqrt {-{\frac {c}{a}}}}.}
Se i coefficienti dell'equazione pura sono numeri reali, le soluzioni saranno sempre o due numeri reali opposti oppure due numeri complessi coniugati.

### Equazione monomia
Si dice equazione monomia un'equazione quadratica nella quale {\displaystyle b=0} e {\displaystyle c=0}, dunque nella forma {\displaystyle ax^{2}=0}. In questo caso l'equazione ammette come unica soluzione doppia, o di molteplicità due, {\displaystyle x_{1}=x_{2}=0}.

## Equazioni complete e formula risolutiva generale
Un'equazione polinomiale di secondo grado viene detta "equazione quadratica completa" quando tutti i suoi coefficienti sono diversi da {\displaystyle 0}. Essa viene risolta con il cosiddetto metodo del completamento del quadrato, così chiamato perché si modifica l'equazione fino a ottenere al suo primo membro il quadrato di un binomio nella forma:
{\displaystyle (A+B)^{2}=A^{2}+2AB+B^{2}}.
Anzitutto si porti {\displaystyle c} al secondo membro:
{\displaystyle ax^{2}+bx=-c.}
Moltiplicando per {\displaystyle 4a} entrambi i membri, si ottiene:
{\displaystyle 4a^{2}x^{2}+4abx=-4ac.}
Si noti che:
{\displaystyle 4a^{2}x^{2}=(2ax)^{2}}
e che:
{\displaystyle 4abx=2\cdot (2ax)\cdot b},
dunque è possibile considerare il termine {\displaystyle 2ax} come la {\displaystyle A} della formula del quadrato di binomio e {\displaystyle 4abx} come il doppio prodotto {\displaystyle 2AB} dove la {\displaystyle B} è uguale a {\displaystyle b}; dunque, per fare in modo che al primo membro si abbia un quadrato di binomio, si somma ad ambo i membri dell'equazione {\displaystyle b^{2}}:
{\displaystyle 4a^{2}x^{2}+4abx+b^{2}=b^{2}-4ac},
ovvero:
{\displaystyle (2ax+b)^{2}=b^{2}-4ac.}
Il secondo membro di quest'equazione è detto discriminante e in genere viene indicato con la lettera greca delta maiuscola {\displaystyle \Delta }. Se {\displaystyle b^{2}-4ac} è negativo non ci sono soluzioni reali dal momento che il primo membro, essendo un quadrato, è sempre maggiore o uguale a {\displaystyle 0}. In caso contrario, si può scrivere:
{\displaystyle 2ax+b=\pm {\sqrt {b^{2}-4ac}}}
che, con semplici passaggi, può essere riscritto come:
{\displaystyle x={\frac {-b\pm {\sqrt {b^{2}-4ac}}}{2a}}}
Quest'ultima espressione è nota come "formula risolutiva delle equazioni di secondo grado".

## Calcolo delle soluzioni
Alla luce della dimostrazione precedente è chiaro che, nella risoluzione di un'equazione quadratica, è anzitutto necessario calcolare il discriminante {\displaystyle \Delta =b^{2}-4ac}.
 
Si distinguono tre casi:
- Se {\displaystyle \Delta >0}, vi sono due soluzioni reali e distinte:
{\displaystyle x_{1}={\frac {-b+{\sqrt {\Delta }}}{2a}}}
{\displaystyle x_{2}={\frac {-b-{\sqrt {\Delta }}}{2a}}}
- Se {\displaystyle \Delta =0}, la formula risolutiva diventa:
{\displaystyle x_{1,2}={\frac {-b\pm 0}{2a}}=-{\frac {b}{2a}}}
Pertanto {\displaystyle x_{1}=x_{2}}, e vi è una sola radice di molteplicità due.
- Se {\displaystyle \Delta <0}, infine, l'equazione non ha soluzioni reali. In particolare le soluzioni sono sempre due, ma appartengono al campo dei numeri complessi: esse sono due numeri complessi coniugati e si calcolano tramite le due formule:
{\displaystyle x_{+}={\frac {-b}{2a}}+i\left({\frac {\sqrt {4ac-b^{2}}}{2a}}\right)}
{\displaystyle x_{-}={\frac {-b}{2a}}-i\left({\frac {\sqrt {4ac-b^{2}}}{2a}}\right),}
dove {\displaystyle i} è l'unità immaginaria ({\displaystyle i^{2}=-1}).

## Interpretazione geometrica
Le radici dell'equazione quadratica
{\displaystyle ax^{2}+bx+c=0,}

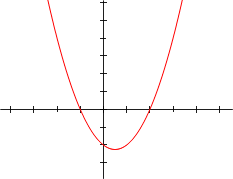
Per la funzione quadratica:, di una variabile reale, le ascisse dei punti dove il grafico tocca l'asse, e, sono le radici dell'equazione quadratica:.

sono anche i punti in cui la funzione
{\displaystyle f(x)=ax^{2}+bx+c,}
assume valore nullo, dal momento che essi sono i valori di {\displaystyle x} per cui:
{\displaystyle f(x)=0.}
Se {\displaystyle a}, {\displaystyle b} e {\displaystyle c} sono numeri reali e il dominio di {\displaystyle f} è l'insieme dei numeri reali, allora gli zeri di {\displaystyle f} sono esattamente le ascisse dei punti dove il grafico di {\displaystyle f} tocca l'asse x.
Dalle considerazioni precedenti si deduce che:
- se il discriminante è positivo, il grafico interseca l'asse delle ascisse in due punti;
- se è nullo, il grafico è tangente all'asse {\displaystyle x}, ovvero lo interseca nel vertice della parabola;
- se è negativo, il grafico non tocca mai l'asse {\displaystyle x}.

## Forma ridotta della formula risolutiva
La formula risolutiva dell'equazione di secondo grado può essere "semplificata" moltiplicando per {\displaystyle {\tfrac {1}{2}}} il denominatore e il numeratore:
{\displaystyle x={\frac {-b\pm {\sqrt {b^{2}-4ac}}}{2a}}={\frac {-{\frac {1}{2}}b\pm {\frac {1}{2}}{\sqrt {b^{2}-4ac}}}{a}}={\frac {-{\frac {b}{2}}\pm {\sqrt {\left({\frac {b}{2}}\right)^{2}-ac}}}{a}},}
e, applicando la sostituzione {\displaystyle t={\tfrac {b}{2}}}, si ottiene:
{\displaystyle x={\frac {-{\frac {b}{2}}\pm {\sqrt {\left({\frac {b}{2}}\right)^{2}-ac}}}{a}}={\frac {-t\pm {\sqrt {t^{2}-ac}}}{a}}.}
Questa formula può risultare comoda quando il coefficiente dell'incognita di primo grado dell'equazione, {\displaystyle b}, è esattamente divisibile per due, e viene chiamata formula ridotta.
Nel caso in cui {\displaystyle a=1}, allora la formula si semplifica in:
{\displaystyle x=-{\frac {b}{2}}\pm {\sqrt {\left({\frac {b}{2}}\right)^{2}-c}}}

## Relazioni tra radici e coefficienti
Si ponga {\displaystyle s} uguale alla somma delle due soluzioni dell'equazione quadratica e {\displaystyle p} il loro prodotto, quindi {\displaystyle s=x_{1}+x_{2}} e {\displaystyle p=x_{1}x_{2}}. Sommando membro a membro le due soluzioni si ha:
{\displaystyle s=x_{1}+x_{2}={\frac {-b-{\sqrt {b^{2}-4ac}}}{2a}}+{\frac {-b+{\sqrt {b^{2}-4ac}}}{2a}}={\frac {-2b}{2a}}=-{\frac {b}{a}}.}
Effettuando invece il prodotto membro a membro si ottiene:
{\displaystyle p=x_{1}x_{2}={\frac {(-b-{\sqrt {b^{2}-4ac}})(-b+{\sqrt {b^{2}-4ac}})}{4a^{2}}}={\frac {(-b)^{2}-({\sqrt {b^{2}-4ac}})^{2}}{4a^{2}}}={\frac {b^{2}-b^{2}+4ac}{4a^{2}}}={\frac {c}{a}}.}
Queste due relazioni consentono di determinare somma e prodotto delle radici senza risolvere l'equazione; esse sono un caso particolare delle formule di Viète. Inoltre, se si riscrive la generica equazione di secondo grado nella cosiddetta forma normale, cioè dividendo ambo i termini per {\displaystyle a}:
{\displaystyle x^{2}+{\frac {b}{a}}x+{\frac {c}{a}}=0,}
con banali sostituzioni si ottiene la forma:
{\displaystyle x^{2}-sx+p=0}
Meno usata ma altrettanto importante è la relazione:
{\displaystyle |x_{1}-x_{2}|={\frac {\sqrt {b^{2}-4ac}}{|a|}},}
dimostrabile attraverso semplici passaggi algebrici.

## Scomposizione in fattori del trinomio
Si consideri il polinomio completo di secondo grado:
{\displaystyle ax^{2}+bx+c,}
e si supponga anche che il discriminante dell'equazione che si ottiene uguagliando a zero il polinomio sia positivo (ipotesi non necessaria nel campo dei numeri complessi). Raccogliendo {\displaystyle a} si ottiene:
{\displaystyle a\left(x^{2}+{\frac {b}{a}}x+{\frac {c}{a}}\right).}
Si è già trovato prima che {\displaystyle x_{1}+x_{2}=-{\tfrac {b}{a}}} e {\displaystyle x_{1}x_{2}={\tfrac {c}{a}}}. Dunque:
{\displaystyle {\begin{aligned}a\left(x^{2}-(x_{1}+x_{2})x+x_{1}x_{2}\right)&=a\left(x^{2}-x_{1}x-x_{2}x+x_{1}x_{2}\right)\\&=a(x(x-x_{1})-x_{2}(x-x_{1}))\\&=a(x-x_{1})(x-x_{2})\end{aligned}}}
Pertanto è possibile scomporre un polinomio di secondo grado in due binomi di primo grado, calcolando le soluzioni dell'equazione data dal polinomio eguagliato a zero:
{\displaystyle ax^{2}+bx+c=a(x-x_{1})(x-x_{2}).}
Se il {\displaystyle \Delta =0} l'equazione associata ha una sola soluzione reale di molteplicità due, la scomposizione del trinomio di secondo grado può essere così riscritta:
{\displaystyle ax^{2}+bx+c=a(x-x_{1})^{2}.}

## Regola dei segni
La regola dei segni o regola di Cartesio consente di determinare il segno delle radici di un'equazione completa con discriminante non negativo. Si considerino, nell'ordine, i segni di {\displaystyle a}, {\displaystyle b} e {\displaystyle c}. È possibile assumere che sia {\displaystyle a>0}, a meno di moltiplicare entrambi i termini per {\displaystyle -1}. Ci sono {\displaystyle 4} possibili combinazioni:
| a | b | c |
| - | - | - |
| + | + | + |
| + | + | - |
| + | - | + |
| + | - | - |

1. Primo caso: {\displaystyle a,b,c>0}. Ricordando che  {\displaystyle x_{1}+x_{2}=-{\tfrac {b}{a}}} e {\displaystyle x_{1}x_{2}={\tfrac {c}{a}}}, segue che il loro prodotto è positivo e la loro somma negativa, per cui entrambe le soluzioni sono negative.
2. Secondo caso: {\displaystyle a,b>0} e {\displaystyle c<0}. Allora il prodotto delle radici è negativo (che implica che sono discordi) e la somma è negativa (che implica che la soluzione negativa è in valore assoluto maggiore di quella positiva).
3. Terzo caso: {\displaystyle a,c>0} e {\displaystyle b<0}. Allora il prodotto delle radici è positivo come pure la loro somma; pertanto entrambe le radici sono positive.
4. Quarto caso: {\displaystyle a>0} e {\displaystyle b,c<0}. Allora il prodotto delle radici è negativo (che implica di nuovo che sono discordi), ma la somma è positiva (dunque la soluzione positiva è maggiore in valore assoluto).

Chiamando permanenza ogni successione di due segni uguali e variazione ogni successione di segni contrari, è possibile riassumere i risultati precedenti affermando che a ogni permanenza corrisponde una soluzione negativa, e a ogni variazione una soluzione positiva. Quando le radici sono discordi, in valore assoluto è maggiore quella positiva se la variazione precede la permanenza; quella negativa se la permanenza precede la variazione.

## Esempio di risoluzione tramite completamento del quadrato
Sia:
{\displaystyle f(x)=x^{2}+3x+2=0}
allora:
{\displaystyle (x^{2}+3x+{\tfrac {9}{4}})-{\tfrac {9}{4}}+2=0}
{\displaystyle (x+{\tfrac {3}{2}})^{2}-{\tfrac {9}{4}}+2=0}
{\displaystyle (x+{\tfrac {3}{2}})^{2}={\tfrac {1}{4}}}
da cui:
1. {\displaystyle x+{\tfrac {3}{2}}={\tfrac {1}{2}}\iff x_{1}=-1}
2. {\displaystyle x+{\tfrac {3}{2}}=-{\tfrac {1}{2}}\iff x_{2}=-2}

A questo punto è possibile disegnare il grafico di {\displaystyle f(x)}, traslando la parabola associata a {\displaystyle y=x^{2}} di {\displaystyle -{\frac {3}{2}}} lungo l'asse {\displaystyle x}, e di {\displaystyle -{\frac {1}{4}}} lungo l'asse {\displaystyle y}.

## Metodo del resto
Ad alcune equazioni possono essere applicati metodi diversi per trovarne le radici. Si usa il teorema del resto di Ruffini, si controllano i divisori possibili del termine noto {\displaystyle c} e si prendono una volta {\displaystyle +} e una volta {\displaystyle -}; considerando poi la formula del teorema del resto di Ruffini {\displaystyle (x-y)}, è possibile subito sapere che {\displaystyle x=y}, e che sostituendo la {\displaystyle y} nell'equazione al posto della {\displaystyle x} si può verificare il resto che ci darà il polinomio diviso con {\displaystyle (x-y)}: se è {\displaystyle 0} allora {\displaystyle (x-y)} sarà il divisore, dove una soluzione dell'equazione è {\displaystyle y}.
A questo punto si può trovare l'altra soluzione in due modi:
- Ruffini:

Applicando la divisione di Ruffini, o il metodo Canonico, per avere un binomio in cui, dopo eventuale raccoglimento del coefficiente {\displaystyle a}, il termine noto, cambiato di segno, sarà la seconda soluzione cercata:
{\displaystyle (ax^{2}+bx+c):(x-y)=a\cdot (x-z)\Longrightarrow x=z.}
Quindi: {\displaystyle x_{1}=y;} {\displaystyle x_{2}=z.}
- Metodo delle radici:

Sapendo che:
{\displaystyle -{\frac {b}{a}}=x_{1}+x_{2}.}
e che:
{\displaystyle {\frac {c}{a}}=x_{1}x_{2}.},
avendo trovato la prima soluzione col metodo visto sopra, la seconda soluzione può essere trovata in modo più breve senza applicare la divisione ponendo:
{\displaystyle x_{2}={\frac {c}{ax_{1}}},}
{\displaystyle x_{2}=-{\frac {b}{a}}-x_{1}.}
Vale anche viceversa.

## Casi particolari
Due casi particolari sono {\displaystyle a+c=-b} oppure {\displaystyle a+c=b}. Nel primo caso le soluzioni sono {\displaystyle x_{1}=+1} e {\displaystyle x_{2}={\frac {c}{a}}}, mentre nel secondo caso le soluzioni sono {\displaystyle x_{1}=-1} e {\displaystyle x_{2}=-{\frac {c}{a}}.}

## Formula alternativa
In certe situazioni è preferibile esprimere le radici in una forma alternativa:
{\displaystyle x={\frac {2c}{-b\pm {\sqrt {b^{2}-4ac}}}}.}
Tuttavia, questa formula è corretta solo con la condizione aggiuntiva che {\displaystyle c} non sia nullo. Se {\displaystyle c=0}, questa formula fornisce correttamente la soluzione {\displaystyle x=0}, ma non consente di ottenere la radice diversa da zero (dal momento che si otterrebbe la divisione {\displaystyle 0/0}, che non è definita).
Naturalmente, i valori delle due radici risultano uguali indipendentemente che si usi la formula "classica" o quella alternativa, che è in effetti una semplice variante algebrica della prima:
{\displaystyle {\begin{aligned}{\frac {-b+{\sqrt {b^{2}-4ac\ }}}{2a}}&={\frac {\left(-b+{\sqrt {b^{2}-4ac\ }}\right)\left(-b-{\sqrt {b^{2}-4ac\ }}\right)}{2a\left(-b-{\sqrt {b^{2}-4ac\ }}\right)}}\\&={\frac {4ac}{2a\left(-b-{\sqrt {b^{2}-4ac}}\right)}}\\&={\frac {2c}{-b-{\sqrt {b^{2}-4ac\ }}}}.\end{aligned}}}
Un'attenta implementazione su un calcolatore dotato di operazioni in virgola mobile differisce da entrambe le formule per garantire la robustezza del risultato. Assumendo che il discriminante sia positivo e {\displaystyle b\neq 0}, si può usare un codice come il seguente:
{\displaystyle {\begin{aligned}t&=-{\frac {\left(b+\operatorname {sgn}(b){\sqrt {b^{2}-4ac}}\right)}{2}}\\r_{1}:&={\frac {t}{a}}\\r_{2}:&={\frac {c}{t}}\end{aligned}}}
dove {\displaystyle \operatorname {sgn}(b)} denota la funzione segno, che vale {\displaystyle +1} se {\displaystyle b} è positivo e {\displaystyle -1} se {\displaystyle b} è negativo; questo accorgimento assicura di sommare due quantità dello stesso segno, evitando l'eventuale perdita di precisione. Il calcolo della seconda radice {\displaystyle r_{2}} sfrutta il fatto che il prodotto delle radici è uguale a {\displaystyle {\tfrac {c}{a}}}.